# Flatbush (Brooklyn)
Pour les articles homonymes, voir Flatbush.
Flatbush est un quartier situé dans l'arrondissement de Brooklyn à New York, fondé en 1651 par des colons néerlandais.

## Historique
Durant la fin du XIXe siècle et le début du XXe siècle, des populations d'origines irlandaises, italiennes et juives s'y sont installées. Depuis les années 1970 et 1980, ce quartier est devenu multi-ethnique grâce aux diverses populations qui s'y sont installées.

## Démographie
Composition ethno-raciale en 2010, :
- Blancs non hispaniques (19,9 %)
- Hispaniques et Latinos (19,5 %)
- Asiatiques (9,2 %)
- Noirs (48,6 %)
- Métis (1,9 %)
- Autres (0,8 %)

Selon l'American Community Survey, pour la période 2011-2015, 52,1 % de la population âgée de plus de 5 ans déclare parler l'anglais à la maison, 15,8 % déclare parler l'espagnol, 12,8 % un créole français, 3,3 % le russe, 3,2 % l'ourdou, 1,3 % le français, 0,9 % une langue chinoise, 0,9 % le yiddish, 0,9 % l'hébreu, 0,5 % une langue africaine, 0,5 % l'arabe et 7,8 % une autre langue.
En 2016, 24 % de la population se déclare d'ascendance caribéenne (principalement de Jamaïque, Barbade, Haïti et Guyana). Des personnes originaires d'Asie y sont présents, notamment du Pakistan et de Chine.

## Personnalités
- Elana Maryles Sztokman (1969-), écrivaine, sociologue et militante féministe américaine est née à Flatbush.
- Le groupe américain Flatbush Zombies tire son nom du quartier.
- L'écrivain James Agee a écrit en 1939 un article à propos de l'arrondissement de Brooklyn, où il est question du quartier de Flatbush. Commandé pour la revue Fortune, l'article est refusé de publication et publié seulement en 1968 : Brooklyn Is (1968). Publication en français sous le titre Brooklyn existe, trad. Anne Rabinovitch, Paris, Christian Bourgois Éditeur, coll. Titres no 108, 2010, 80 pages (ISBN 978-2-267-02070-0)